# Сере
Сере (фр. Céret) насеље је и општина у јужној Француској у региону Лангдок-Русијон, у департману Источни Пиринеји која припада префектури Сере.
По подацима из 2011. године у општини је живело 7583 становника, а густина насељености је износила 200,29 становника/km². Општина се простире на површини од 37,86 km². Налази се на средњој надморској висини од 154 метара (максималној 1.440 m, а минималној 107 m).

## Демографија
| 1962. | 1968. | 1975. | 1982. | 1990. | 1999. | 2011. |
| ----- | ----- | ----- | ----- | ----- | ----- | ----- |
| 5.421 | 5.438 | 5.987 | 6.798 | 7.285 | 7.291 | 7.583 |

График промене броја становника у току последњих година